# Victoria De Angelis
Victoria De Angelis, även känd mononymt som Victoria, född 28 april 2000, är en italiensk basist, låtskrivare, producent och DJ. Hon grundade rockbandet Måneskin 2016 i Rom tillsammans med gitarristen Thomas Raggi, sångaren Damiano David och trummisen Ethan Torchio, med vilka hon vann San Remo-festivalen 2021 och därefter Eurovision Song Contest 2021 för Italien med låten "Zitti e buoni". År 2024 inledde De Angelis sin solokarriär med singeln "Get Up Bitch! Shake Ya Ass", ett samarbete med den brasilianska sångerskan Anitta.